# Pilocrocis prosalis
Pilocrocis prosalis là một loài bướm đêm trong họ Crambidae.